# 潮風の散歩道
潮風の散歩道（しおかぜのさんぽみち）は、東京都江東区東雲二丁目にある辰巳運河沿いの遊歩道である。東雲水辺公園と隣接する。

## 概要
護岸堤防も兼ねているこの散歩道は、上段と下段の二段に分かれており、上段は20本ほどのヤシの木が印象的で南国情緒を醸し出す。上段と下段の間は斜面となっており、草花が人工的に埋め飾られている。

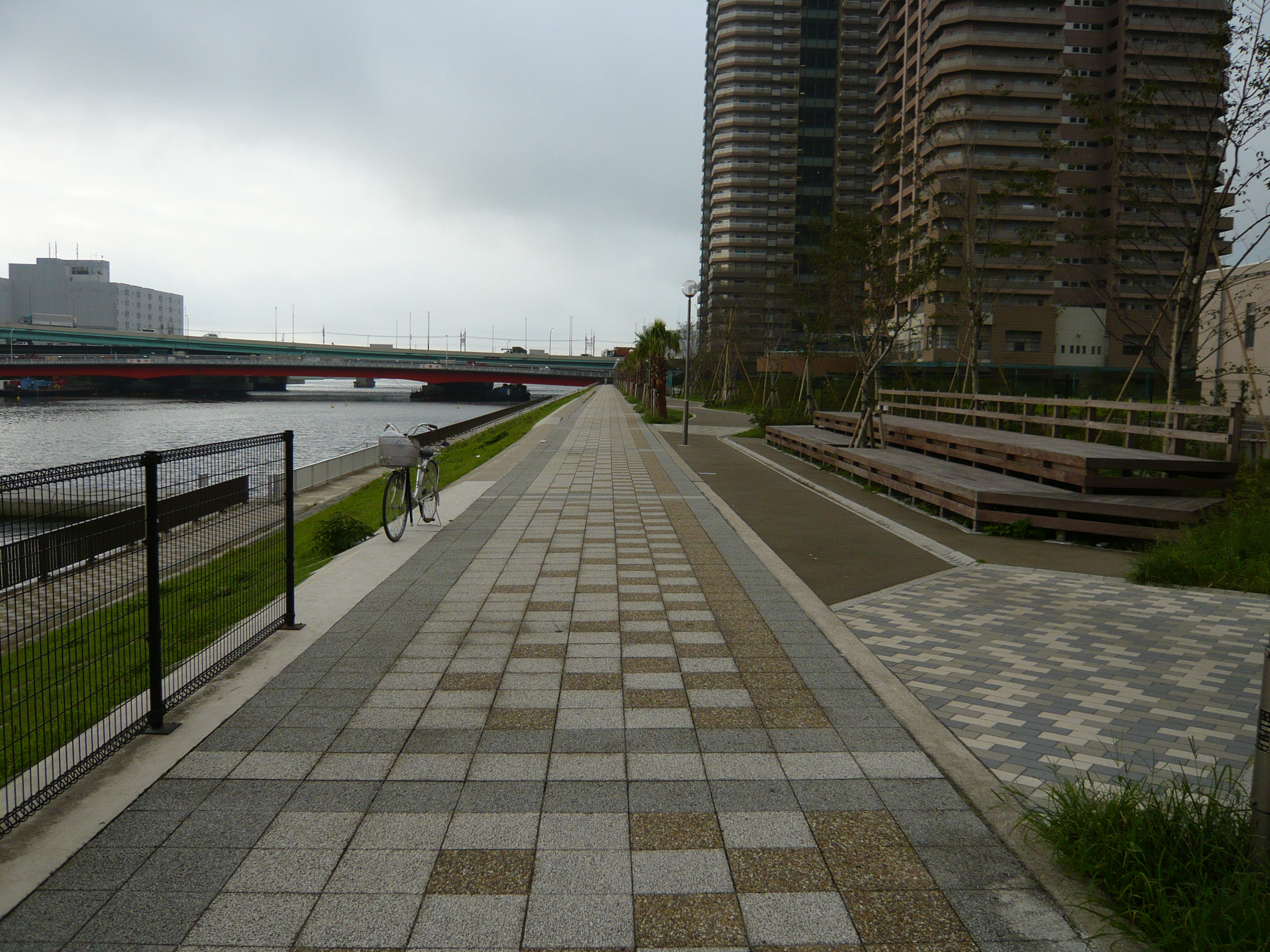
潮風の散歩道
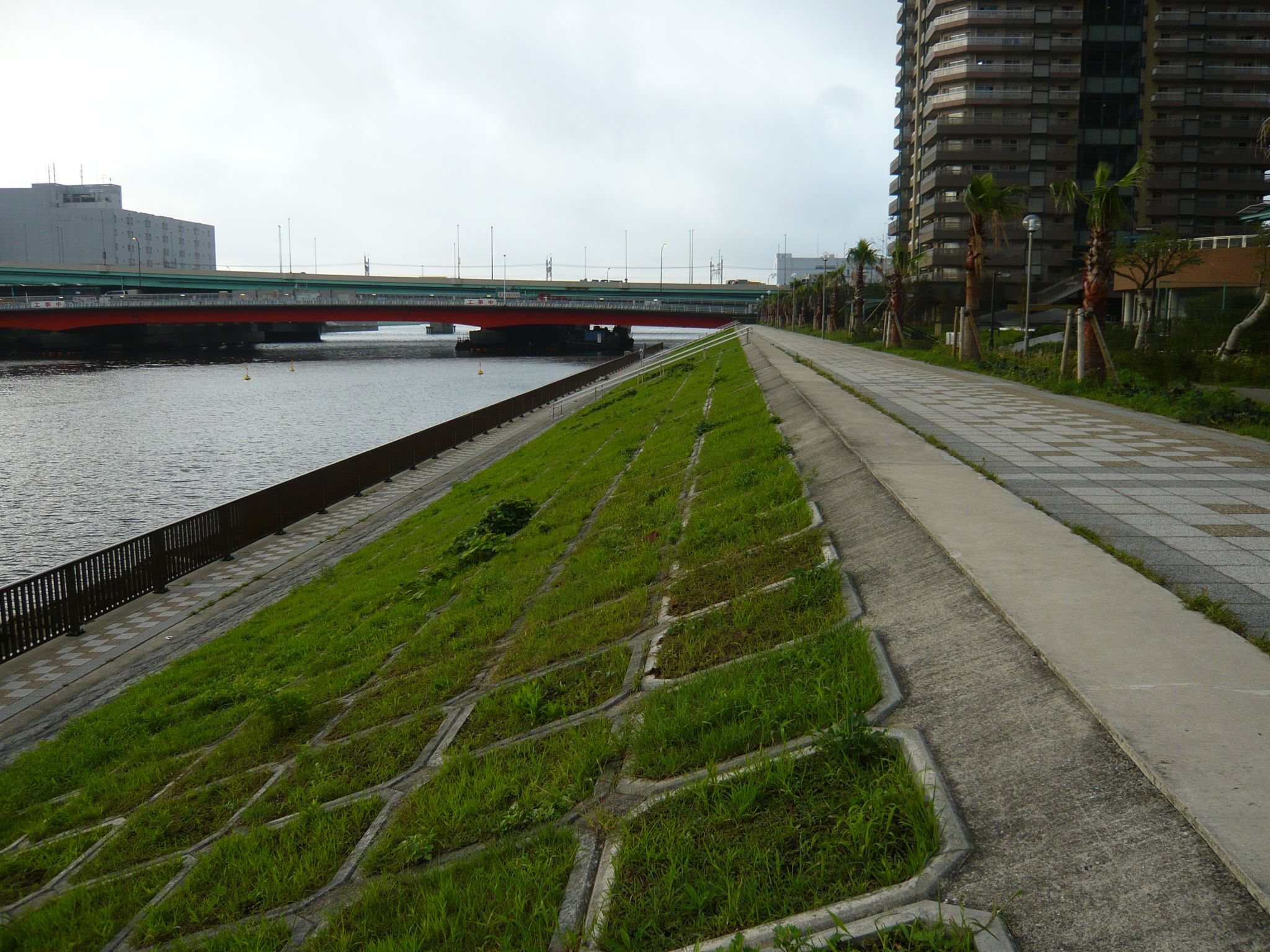
上段と下段の間の斜面

## アクセス
- 東京メトロ有楽町線辰巳駅1番出口、りんかい線東雲駅から徒歩8分。
- 都バス東15系統、東16系統、都05出入系統、海01系統、業10出入系統「東雲一丁目」下車、徒歩4分。

## 周辺施設
- 新辰巳橋